# Linaria latifolia
Linaria latifolia är en grobladsväxtart som beskrevs av René Louiche Desfontaines. Linaria latifolia ingår i släktet sporrar, och familjen grobladsväxter. Inga underarter finns listade i Catalogue of Life.